# Wawrzyniec Kubala
Wawrzyniec Julian Ludwik Kubala (ur. 5 września 1885 we Lwowie, zm. 20 lipca 1967 w Katowicach) – polski doktor praw, wiceprezydent Lwowa w II Rzeczypospolitej.

## Życiorys
Urodził się 5 września 1885 we Lwowie. Był synem Ludwika (1838-1918, historyk, nauczyciel) i Leony z domu Trzcińskiej herbu Pobóg (1853-1934), kuzynem braci Władysława (1891-1941, podpułkownik intendentury) i Kazimierza (1893-1976, major pilot) Kubalów. W 1903 w C.K. Gimnazjum im. Franciszka Józefa we Lwowie ukończył VIII klasę ze stopniem celującym i zdał egzamin dojrzałości z odznaczeniem (w jego klasie byli m.in. Jan Kanty Piętak, Kazimierz Thullie). W 1906 był stypendystą Zakładu Narodowego im. Ossolińskich we Lwowie. Ukończył studia prawnicze na Wydziale Prawa Uniwersytetu Lwowskiego uzyskując tytuł naukowy doktora w 1912.
Był działaczem endecji. Należał do Związku Młodzieży Polskiej „Zet”, Koła Braterskiego i Ligi Narodowej. Podczas I wojny światowej na początku 1917 został wykładowcą ekonomii politycznej na Wyższych Polskich Kursach Naukowych w Kijowie (WPKN) na stanowisko docenta prawa. Po odzyskaniu przez Polskę niepodległości od 1912 do 1930 zamieszkiwał w Warszawie. W październiku 1922, jako naczelnik jednego z wydziałów Głównego Urzędu Likwidacyjnego, z ramienia rządu polskiego udał się do Paryża na rokowania przed forum komisji odszkodowań w sprawie oszacowania mienia państwowego, przyjętego przez państwo polskie w byłym zaborze austriackim, w myśl art. 208 traktatu z St. Germain (wraz z nim Józef Bankiewicz). Pełnił stanowiska dyrektora departamentu w Ministerstwie Skarbu oraz członka zarządu miasta stołecznego Warszawa. Od 1930 do 1935 mieszkał we Lwowie. Był związany z nurtem piłsudczykowski, został członkiem Zespołu Stu. Od 1931 do 1935 sprawował stanowisko wiceprezydenta Lwowa, za kadencji urzędującego w tym latach prezydenta miasta, Wacława Drojanowskiego. Pełniąc funkcję działał na polu rozwoju gospodarczego Lwowa (np. w zakresie poszerzenia i usprawnienia sieci elektrycznej, wodociągowej, gazowej oraz w kwestii oddłużenia miasta). W wyborach samorządowych 1934 do Rady Miasta Lwowa startował z listy nr 1 prorządowej i został zastępcą wybranego z tej listy radnego inż. Mariana Żerebeckiego. Był prezesem Towarzystwa Przyjaciół Korpusu Kadetów nr 1 we Lwowie, wiceprezesem honorowym Małopolskiego Strażackiego Klubu Sportowego „Leopolia”. W drugiej połowie lat 30. ponownie przebywał w Warszawie, gdzie był sędzią Najwyższego Trybunału Administracyjnego. Został odznaczony Złotym Krzyżem Zasługi.
Po II wojnie światowej mieszkał w Katowicach. Był sędzią Okręgowego Sądu Ubezpieczeń Społecznych w Katowicach. Zmarł 20 lipca 1967 w Katowicach-Ligocie. Został pochowany na Cmentarzu na Ligocie w Katowicach-Panewnikach.